# Real Casa de Misericordia (Tudela)

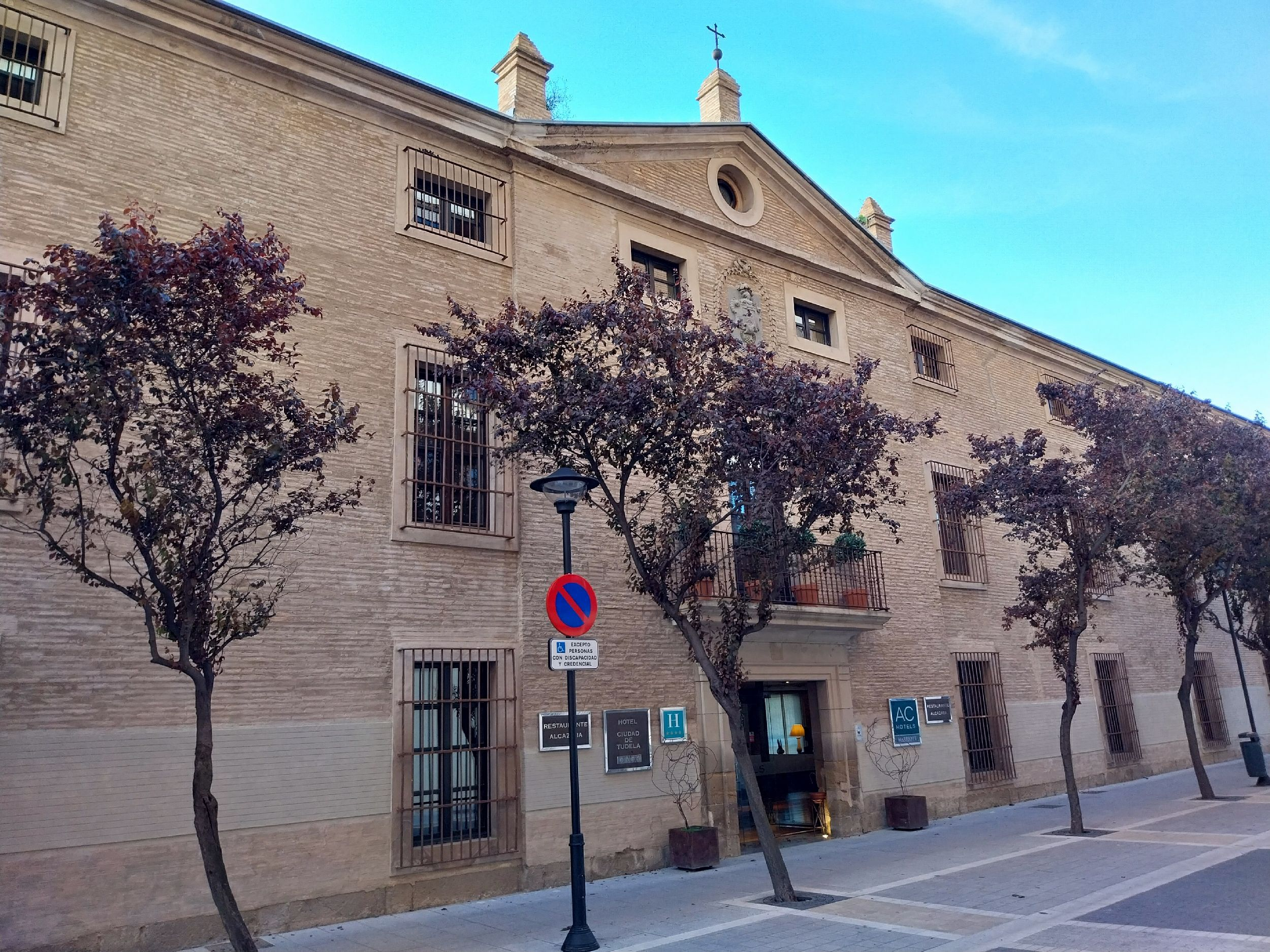
Antiguo edificio de la Real Casa de Misericordia, hoy AC Hotel Ciudad de Tudela (imagen de 2025)

La Real Casa de Misericordia de Tudela (Navarra) era una mansión del siglo XVIII, de cuya estructura inicial solo se conserva la fachada neoclásica. Se sitúa en la calle de Misericordia de la ciudad, haciendo esquina con la calle Alberto Pelairea, y actualmente ha sido completamente remodelada para ser utilizada como hotel de cuatro estrellas (Hotel AC Ciudad de Tudela).

## Historia y cronología de construcción
La Real Casa de Misericordia se fundó en 1771 por Ignacio de Mur y María Huarte, «ilustre personaje» perteneciente al linaje de los Huarte, el mismo que habitaba el espléndido palacio de la calle Herrerías.» Ignacio de Mur, nacido en 1698, fue representante de Tudela en las Cortes de Navarra (1743-44) y alcalde de Tudela (1751); era hijo de Ignacio Antonio de Mur y Navas casado con Mariana de Andión y Eraso. María Huarte y Francia, nacida en 1695, era hija de Diego Huarte y Armendáriz casado con Francisca de Francia en 1690. Ignacio y María se casaron en 1724 reuniendo un importante patrimonio por herencia. Tuvieron tres hijos, aunque sólo dos llegaron a edad adulta: Manuela, religiosa dominica, y María Ignacia, casada con Ignacio San Clemente y Montesa con quien tuvo varios hijos aunque ninguno la sobrevivieron. Ante esta perspectiva, María e Ignacio, que conocía bien «el tratado Casa de Misericordia del marqués de San Adrián, ya que fue uno de los diez firmantes de la dedicatoria a la Virgen que encabezaba la obra», optaron por la fundación. En 1766 ambos redactan un testamento autorizado por el escribano real Pedro Miranda y Jarreta, dejando «todos sus bienes para la fundación y manutención en la ciudad de Tudela de una Casa de Misericordia para pobres de ambos sexos, designando como patronos a la Ciudad y al Cabildo eclesiástico.» En otros tres testamentos de María Huarte (1760, 1769 y 1771), «el matrimonio estableció las características de su fundación» que, con todo, «fueron variando con el paso de los años.»
Fue construida a partir de 1779 por el tudelano José Marzal y Gil, sobre traza de Ventura Rodríguez. Su inauguración se realizó en 1791.
El cometido del hospicio fue recoger a los pobres. A mediados del siglo XIX, la Misericordia restauró su edificio fundacional para dar cabida a más internos. Su iglesia se construyó entre 1859 y 1862. 
Abandonada desde hacía tiempo, fue reutilizada como residencia de ancianos. A partir de 2001, tras el traslado de los servicios y los residentes al cercano edificio de nueva planta (1972-1983), diseñado por Rafael Moneo en colaboración con Manuel Blasco Blanco, inaugurado el 3 de diciembre de 1989, el antiguo edificio fue remodelado completamente para adecuarlo como Hotel AC Ciudad de Tudela, conservándose la fachada principal. Para la residencia de ancianos se construyó un nuevo edificio en la calle Alberto Pelairea, el cual conserva el nombre de Real Casa de Misericordia.

## Descripción general
Su fachada de ladrillo, lo único que se conserva, es de estilo neoclásico, y se caracteriza por su sobriedad y horizontalidad. Está compuesta «por tres cuerpos de vanos adintelados» en cuyo centro se presenta «un gran paramento rectangular, de decidida verticalidad, que se corona con un frontón triangular; en el eje se abre una puerta adintelada de piedra y sobre ella un balcón, también adintelado, culminando el conjunto un escudo neoclásico con guirnalda [escudo de la familia Huarte]. El escudo tiene un árbol con dos animales rampantes; bajo él aparece la siguiente inscripción: PAUPERIBUS ALENDIS OTIOQUE DEPELLENDO, Dª MARIA HUGARTE, ANNO MDCCXC» («Para alimentar a los pobres y desterrar la ociosidad, Dª María Hugarte, año 1790»).
La iglesia era también de estilo neoclásico, concebida como una nave de planta rectangular, dividida en cinco tramos con crucero. En su interior había varios retablos neoclásicos de yeso.

## Rapapobres
Según recoge el tudelano José María Iribarren en su Vocabulario navarro, el rapapobres era un «asilado de la Misericordia de Tudela que vigilaba la población para impedir la mendicidad pública. Usaba como distintivo de su cargo una ancha bandolera de cuero blanco, y una espada de madera.» El pintor Eduardo Carceller realizó en 1870 un retrato costumbrista al óleo titulado así que se conserva actualmente en el Museo de Navarra.